# Rockingham County, New Hampshire
Rockingham County är ett förvaltningsområde i delstaten New Hampshire, USA. Rockingham är ett av tio countyn i delstaten och det ligger i den sydöstra delen av New Hampshire. Den administrativa huvudorten (county seat) är Brentwood. År 2010 hade Rockingham County 295 223 invånare vilket är cirka 21 procent av befolkningen i delstaten.  

## Geografi
Enligt United States Census Bureau har Rockingham County en total area på 2 056 km². 1 800 km² av den arean är land och 256 km² är vatten. Rockingham är det enda av New Hampshires countyn som når fram till Atlanten. 

### Angränsande countyn
- Strafford County norr
- York County, Maine nordöst
- Essex County, Massachusetts syd
- Hillsborough County väst
- Merrimack County nordväst